# The Chi-Lites
The Chi-Lites é um grupo de soul e Smooth Soul formado em Chicago em 1959. Em 1983 o grupo sofreu a sua primeira separação.

## Discografia

### Álbuns
| Ano  | Álbum                                          | US R&B | US   |
| ---- | ---------------------------------------------- | ------ | ---- |
| 1969 | Give It Away                                   | #16    | #180 |
| 1970 | I Like Your Lovin' (Do You Like Mine?)         | -      | -    |
| 1971 | (For God's Sake) Give More Power to the People | #3     | #12  |
| 1972 | A Lonely Man                                   | #1     | #5   |
| 1973 | A Letter to Myself                             | #4     | #50  |
| 1973 | The Chi-Lites                                  | #3     | #89  |
| 1974 | Toby                                           | #12    | #181 |
| 1975 | Half a Love                                    | #41    | -    |
| 1976 | Happy Being Lonely                             | -      | -    |
| 1977 | The Fantastic Chi-Lites                        | -      | -    |
| 1980 | Heavenly Body                                  | #42    | #179 |
| 1981 | Me and You                                     | #31    | #162 |
| 1983 | Bottom's Up                                    | #15    | #98  |
| 1984 | Steppin' Out                                   | -      | -    |
| 1991 | Just Say You Love Me                           | #77    | -    |
| 1998 | Help Wanted (Heroes Are in Short Supply)       | -      | -    |

### Singles
| Ano          | Single                                                                        | Melhor Posição | Melhor Posição | Melhor Posição   |
| Ano          | Single                                                                        | US             | US R&B         | UK Singles Chart |
| ------------ | ----------------------------------------------------------------------------- | -------------- | -------------- | ---------------- |
| 1969         | "Give It Away"                                                                | 88             | 10             | –                |
| 1969         | "Let Me Be the Man My Daddy Was"                                              | 94             | 15             | –                |
| 1969         | "The Twelfth of Never"                                                        | –              | 47             | –                |
| 1970         | "24 Hours of Sadness"                                                         | –              | 30             | –                |
| 1970         | "I Like Your Lovin' (Do You Like Mine)"                                       | 72             | 11             | –                |
| 1971         | "Are You My Woman? (Tell Me So)"                                              | 72             | 8              | –                |
| 1971         | "(For God's Sake) Give More Power to the People"                              | 26             | 4              | 32               |
| 1971         | "We Are Neighbors"                                                            | 70             | 17             | –                |
| 1971         | "I Want to Pay You Back (For Loving Me)"                                      | 95             | 35             | –                |
| 1971         | "Have You Seen Her"                                                           | 3              | 1              | 3                |
| 1972         | "Oh Girl"                                                                     | 1              | 1              | 14               |
| 1972         | "The Coldest Days of My Life"                                                 | 47             | 8              | –                |
| 1972         | "A Lonely Man"                                                                | 57             | 25             | –                |
| 1972         | "We Need Order"                                                               | 61             | 13             | –                |
| 1973         | "A Letter to Myself"                                                          | 33             | 3              | –                |
| 1973         | "My Heart Just Keeps on Breaking"                                             | 92             | 46             | –                |
| 1973         | "Stoned Out of My Mind"                                                       | 30             | 2              | –                |
| 1973         | "I Found Sunshine"                                                            | 47             | 17             | 35               |
| 1974         | "Homely Girl"                                                                 | 54             | 3              | 5                |
| 1974         | "There Will Never Be Any Peace (Until God Is Seated at the Conference Table)" | 63             | 8              | –                |
| 1974         | "You Got to Be the One"                                                       | 83             | 15             | –                |
| 1974         | "Too Good to Be Forgotten"                                                    | –              | –              | 10               |
| 1975         | "Toby" / "That's How Long"                                                    | 78             | 7              | –                |
| 1975         | "It's Time for Love" / "Here I Am"                                            | 94             | 87             | 5                |
| 1975         | "Don't Burn No Bridges"(with Jackie Wilson)                                   | –              | 90             | –                |
| 1976         | "The Devil Is Doing His Work"                                                 | –              | 32             | –                |
| 1976         | "You Don't Have to Go"                                                        | –              | 50             | 3                |
| 1976         | "Happy Being Lonely"                                                          | –              | 30             | –                |
| 1977         | "My First Mistake"                                                            | –              | 63             | –                |
| 1980         | "Heavenly Body"                                                               | –              | 36             | –                |
| 1981         | "Try My Side of Love"                                                         | –              | -              | –                |
| 1981         | "Have You Seen Her"(re-recorded)                                              | –              | 48             | –                |
| "Me and You" | –                                                                             | 70             | –              |                  |
| 1982         | "Hot on a Thing (Called Love)"                                                | –              | 15             | –                |
| 1983         | "Bottom's Up"                                                                 | –              | 7              | –                |
| 1983         | "Bad Motor Scooter"                                                           | –              | 28             | –                |
| 1983         | "Changing for You"                                                            | –              | –              | 61               |
| 1984         | "Stop What You're Doin'"                                                      | –              | 33             | –                |
| 1984         | "Gimme Whatcha Got"                                                           | –              | 41             | –                |
| 1997         | "Help Wanted (Heroes Are in Short Supply)"                                    | –              | 95             | –                |
| 1998         | "Hold on to Your Dreams"                                                      | –              | 93             | –                |

### Coletâneas
| Ano  | Álbum                       | US R&B | US  |
| ---- | --------------------------- | ------ | --- |
| 1972 | The Chi-Lites Greatest Hits | #4     | #55 |
| 2004 | 20 Greatest Hits            | -      | -   |
| 2006 | The Ultimate Chi-Lites      | -      | -   |